# Beth Tweddle
Elizabeth "Beth" Kimberly Tweddle (n. 1 aprilie 1985, Johannesburg, Africa de Sud) este o gimnastă britanică.
Tweddle a fost campioană mondială în anul 2006 și campioană europeană la paralele. Ea a fost prima gimnastă de origine britanică care a câștigat o medalie la campionatul european și cel mondial și este considerată cea mai de succes gimnastă britanică din toate timpurile. Ea este, de asemenea, campioană națională, câștigând titlul șase ani consecutivi, între 2001 și 2007.

## Biografie
Tweddle s-a născut în Johannesburg, Africa de Sud, unde tatăl ei era angajat temporar și s-a mutat în Anglia cu familia ei când avea doar 18 luni. Ea a crescut în Bunbury, Cheshire, Anglia. Beth a început gimnastica la vârsta de șapte ani la un club local și a fost selecționată pentru echipa națională de juniori în 1994. În 1997, ea s-a mutat la "City of Liverpool Gymnastics Club" (în limba română= Clubul de gimnastică al orașului Liverpool).. Tweddle a câștigat pentru prima dată campionatul național de seniori în anul 2001. Ea a fost, de asemenea, membră a echipei clubului, care a câștigat campionatul național pe echipe de cinci ori.

## Cariera în gimnastică
Prima competiție importantă internațională a lui Tweddle a fost Campionatul Mondial din 2001, unde s-a clasat pe locul 24 la individual compus și pe locul 9 la echipe. Performanța ei a evoluat în anul 2002, când a câștigat medalia de bronz la paralele, în cadrul Campionatului European de la Patras, Grecia. La Campionatul Mondial din același an, Tweddle s-a clasat pe locul patru la paralele. În 2003, Tweddle a concurat la Campionatul Mondial și a câștigat medalia de bronz, fiind prima gimnastă britanică care a câștigat vreodată o medalie la mondiale.
În 2004, Elizabeth a concurat la Campionatul European, câștigând o medalie de argint la paralele și plasându-se pe locul cinci pe echipe. Beth a fost selectată să participe la Jocurile Olimpice de la Atena 2004, ca membră a echipei britanice. Tweddle s-a clasat pe locul 11 pe echipe și locul 19 la individual compus. La finala Cupei Mondiale din Birmingham, Tweddle a câștigat o medalie de argint la paralele și s-a clasat pe locul cinci la sol.
În sezonul din 2005, Tweddle s-a retras de la Campionatul European din cauza unei accidentări, după ce se calificase în primele opt locuri la toate probele. La Campionatul Mondial din 2005, Beth s-a clasat pe locul patru la sol și locul trei la paralele. Din cauza accidentării de la paralele, Tweddle s-a retras de la sol.
În anul 2006, Tweddle a devenit prima gimnastă de origine britanică care a câștigat o medalie de aur la Campionatul European, obținând medalia de aur la paralele.
În octombrie 2006, Tweddle a devenit prima campioană mondială de origine britanică, câștigând la paralele cu scorul de 16.200 la Campionatul Mondial din 2006, organizat în Aarhus, Danemarca.
Tweddle a câștigat în iulie 2007 campionatul național pentru a șaptea oară la rând.  Mai târziu în același an, a concurat cu echipa națională a Angliei la Campionatul Mondial, calificându-se cu toată echipa la Jocurile Olimpice din 2008, dar nu a câștigat nicio medalie.
La Campionatul European din aprilie 2008, Tweddle a câștigat o medalie de argint la sol și s-a clasat pe locul patru la paralele. La campionatul național, Beth a concurat doar la paralele din cauza unei accidentări la genunchi.
Tweddle a fost selectată pentru echipa britanică care a concurat la Jocurile Olimpice din 2008. La Beijing, Beth a concurat la sol și paralele. S-a calificat în finala de la paralele, prinzând în final locul patru, cu un scor de 16.625.

## Alte activități
Tweddle a absolvit Universitatea John Moores din Liverpool cu un grad în științele sportului în 2007. După ce se va retrage, ea vrea să devină un fizioterapeut.